# Pine Level
Pine Level is een plaats (town) in de Amerikaanse staat North Carolina en valt bestuurlijk gezien onder Johnston County.

## Demografie
Bij de volkstelling in 2000 werd het aantal inwoners vastgesteld op 1313.
In 2006 is het aantal inwoners door het United States Census Bureau geschat op 1456, een stijging van 143 (10.9%).

## Geografie
Volgens het United States Census Bureau beslaat de plaats een oppervlakte van
2,7 km².

## Plaatsen in de nabije omgeving
De onderstaande figuur toont nabijgelegen plaatsen in een straal van 12 km rond Pine Level.